# ネプリライシン
ネプリライシン（英: neprilysin）は、ヒトではMME遺伝子にコードされる酵素である。Membrane metallo-endopeptidase（MME）、neutral endopeptidase（NEP）、cluster of differentiation 10（CD10）、common acute lymphoblastic leukemia antigen（CALLA）の名称でも知られる。ネプリライシンは亜鉛依存的なメタロプロテアーゼで、グルカゴン、エンケファリン、P物質、ニューロテンシン、オキシトシン、ブラジキニンなどのペプチドを疎水性残基のN末端側で切断する。また、ネプリライシンはアミロイドβを分解する。アミロイドβの異常なフォールディングと神経組織での凝集は、アルツハイマー病の原因として示唆されている。ネプリライシンは膜タンパク質として合成され、ゴルジ体から細胞表面へ輸送された後、細胞外ドメインが切り離されることがある。
ネプリライシンはさまざまな組織で広く発現しているが、腎臓に最も豊富に存在する。急性リンパ性白血病（ALL）抗原としても一般的であり、ALLの診断の際に重要な細胞表面マーカーである。このタンパク質はプレB細胞型の白血病細胞に存在し、ALLの症例の85%を占める。
ネプリライシン（CD10）を発現している造血前駆細胞は、リンパ球系の共通前駆細胞であると見なされている。このことは、これらの細胞がT細胞、B細胞、ナチュラルキラー細胞へ分化できることを意味している。CD10は初期B細胞、プロB細胞、プレB細胞、そしてリンパ節の胚中心で発現しているため、血液学的診断に利用される。CD10陽性となる血液疾患には、ALL、血管免疫芽球性T細胞リンパ腫、バーキットリンパ腫、急性期の慢性骨髄性白血病（90%）、びまん性大細胞型B細胞性リンパ腫、濾胞中心細胞リンパ腫（70%）、有毛細胞白血病（10%）、骨髄腫（一部）が含まれる。急性骨髄性白血病、慢性リンパ性白血病、マントル細胞リンパ腫、辺縁帯リンパ腫ではCD10陰性となる傾向にある。CD10はプレB細胞に由来する非T細胞性ALL細胞や、バーキットリンパ腫や濾胞性リンパ腫などの胚中心関連非ホジキンリンパ腫でみられるが、より成熟したB細胞に由来する白血病細胞やリンパ腫ではみられない。

## アミロイドβの調節
ネプリライシンを欠損したノックアウトマウスは、アルツハイマー病に似た行動障害と脳へのアミロイドβの蓄積を示し、このタンパク質がアルツハイマー病の過程と関係していることの強い証拠となっている。ネプリライシンはアミロイドβの分解の律速段階であると考えられており、治療標的となる可能性があると考えられている。ペプチドホルモンであるソマトスタチンなどの化合物が酵素の活性レベルを上昇させることが示されている。加齢と関係したネプリライシンの減少は、酸化損傷によって説明されるかもしれない。酸化損傷はアルツハイマー病の原因因子であることが知られており、認知機能が正常な高齢者と比較して、アルツハイマー病患者では酸化したネプリライシンが高率で存在する。

## シグナル伝達ペプチド

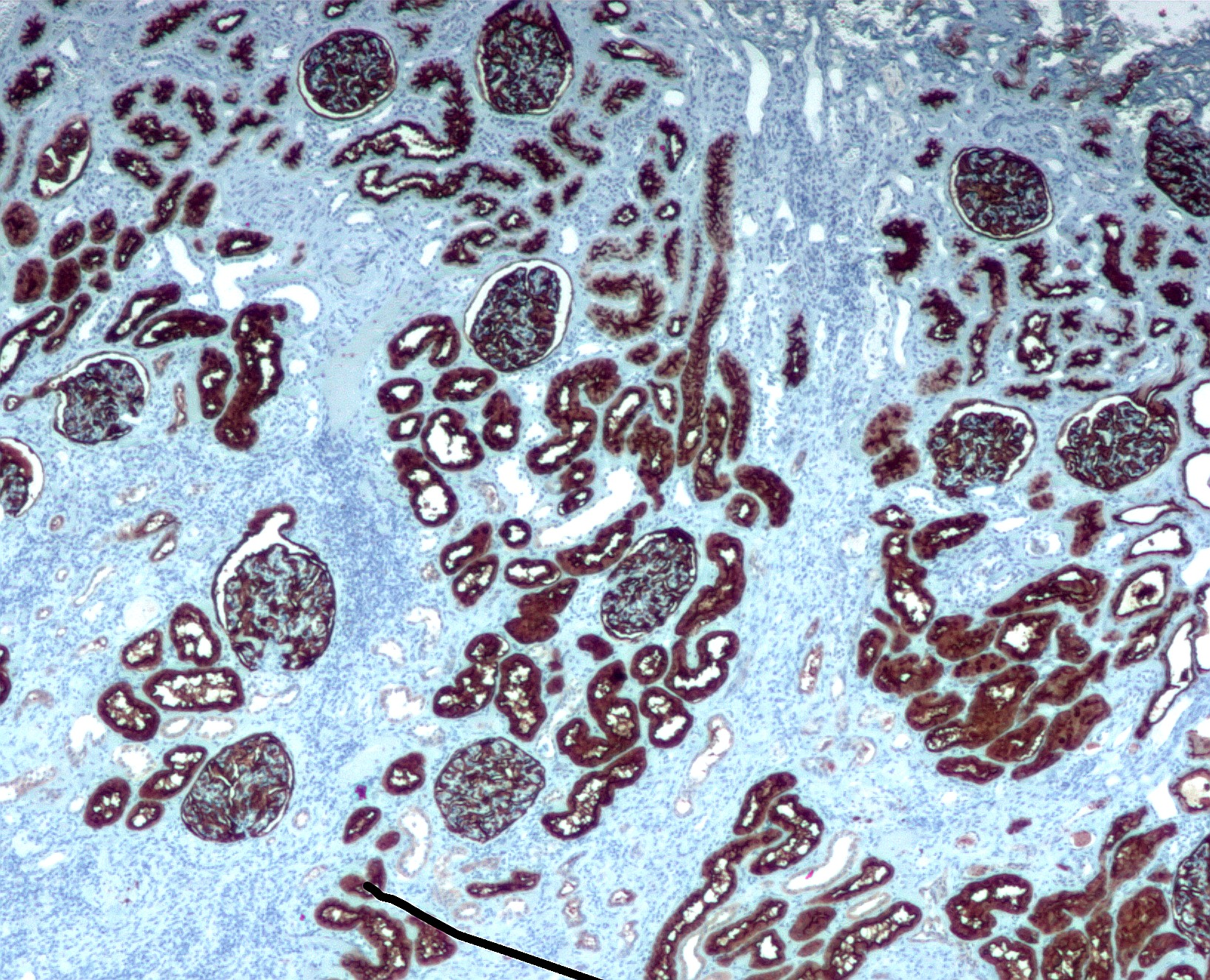
正常な腎臓のネプリライシンに対する免疫染色。

ネプリライシンは他の生化学的過程にも関係しており、腎臓と肺の組織で特に高度に発現している。ネプリライシンの阻害薬は鎮痛剤と高血圧治療薬を目的としてデザインされており、エンケファリン、P物質、エンドセリン、心房性ナトリウム利尿ペプチドなどのシグナル伝達ペプチドに対する活性を阻害することで作用する。
ネプリライシンの発現とさまざまなタイプのがんとの関係が観察されているものの、ネプリライシンの発現と発がんの関係性についてはいまだ明確ではない。がんのバイオマーカーの研究においては、ネプリライシンはCD10またはCALLAと呼ばれることが多い。転移性の癌腫や一部の進行性メラノーマなど一部のタイプのがんでは、ネプリライシンが過剰発現している。一方他のタイプのがん、特に肺がんでは、ネプリライシンはダウンレギュレーションされている。そのため、ボンベシン関連哺乳類ホモログなどの分泌ペプチドによる、がん細胞の自己分泌性成長促進シグナルを調節することができない。一部の植物のエキス（Ceropegia rupicola、Ceropegia rupicola、コレウス・フォルスコリのメタノール抽出物、Pavetta longifloraの水抽出物）は、中性エンドペプチダーゼ（ネプリライシンもこれに含まれる）の酵素活性を阻害することが判明している。

## 阻害薬
ネプリライシンの阻害薬は鎮痛剤と高血圧治療薬を目的としてデザインされており、一部は心不全の治療を意図している。
- サクビトリル・バルサルタン（Entresto/LCZ696）: 心不全の患者でエナラプリルとの比較試験が行われている[18]。
- サクビトリル（英語版）（AHU-377）: サクビトリル/バルサルタンの構成成分であるプロドラッグ
- サクビトリラト（英語版）（LBQ657）: 活性型サクビトリル
- RB-101（英語版）: エンケファリナーゼ（英語版）の阻害剤、研究で利用される。
- UK-414,495（英語版）
- オマパトリラト（英語版）: ネプリライシンとアンジオテンシン変換酵素の二重阻害剤、血管性浮腫（英語版）の懸念のためFDAの承認を得られなかった。
- エカドトリル（英語版）
- カンドキサトリル（英語版）

他のネプリライシンとアンジオテンシン変換酵素/アンジオテンシン受容体の二重阻害剤も製薬企業による開発が行われている。

## 免疫組織化学
CD10は臨床病理学で診断目的で利用されている。

### リンパ腫と白血病
- 急性リンパ性白血病（ALL）細胞はCD10陽性（CD10+）である。
- 濾胞性リンパ腫（濾胞中心細胞リンパ腫）はCD10+である。
- バーキットリンパ腫細胞はCD10+である。
- CD10陽性びまん性大細胞型B細胞性リンパ腫（CD10+ DLBCL）[20]
  - 胚中心B細胞型のマーカー（CD10、HGAL、BCL6、CD38）は良好な予後因子であると考えられているが[21][22]、CD10+BCL2+型腫瘍の生存率は低い可能性がある[23]。一部では、DLBCLではCD10の発現は生存に影響を与えないとされている[24]。
- 血管免疫芽球性T細胞リンパ腫（AITL）はCD10+であり[25][26]、AITLは他のT細胞型リンパ腫（CD10−）から区別される[27]。
  - 一部の良性T細胞はCD10+である場合がある[28]。

### 上皮腫瘍
- 淡明細胞型腎細胞癌（英語版）（ccRCC）
  - 好酸性の形態を持つ淡明細胞型腎細胞癌はCD10+によって類似した型から区別される。嫌色素性腎細胞癌、オンコサイトーマはCD10−である[29]。
- 膵臓腫瘍
  - 充実性偽乳頭状腫瘍（英語版）（SPT）はCD10+である[30]。
  - CD10+によって粘液性嚢胞腫瘍（英語版）（MCN、CD10+/CK20（英語版）+）は膵管内乳頭粘液性腫瘍（英語版）（IPMN、CD10−/CK20−）から区別される[30]。
- 皮膚腫瘍
  - CD10は基底細胞癌（上皮の染色）と、毛芽腫（英語版）（腫瘍周囲の間質の染色）、basal cell carcinoma with follicular differentiation（間質と上皮の染色）[31]、扁平上皮癌（間質の強い染色）の鑑別に利用できる可能性がある[32]。
  - CD10はCD10+の異型線維黄色腫（英語版）をCD10−の紡錘形細胞からなるメラノーマや肉腫様の扁平上皮癌から区別する。
- 尿路上皮腫瘍はCD10を発現する（42–67%）[33]。
  - CD10の発現は膀胱の尿路上皮癌の悪性度とステージの高さと強く相関している。CD10は膀胱癌の進行と関係している可能性がある[34]。

### 他の腫瘍
- CD10の発現はミュラー管由来の腫瘍性間葉細胞の特徴の1つである可能性がある[35]。
  - 正常な子宮内膜間質[36]
  - 子宮内膜間質肉腫（英語版）（ESS）はCD10+である。平滑筋腫瘍は通常CD10−であるが[37]、CD10+である場合もある[35]。
  - 悪性ミュラー管混合腫瘍（英語版）（MMMT）
  - Müllerian adenosarcoma
  - 高悪性度の子宮平滑筋肉腫
  - 子宮横紋筋肉腫
- 血管腫瘍
  - 類上皮血管内皮腫（英語版）は大部分がCD10+である[38]。
  - 血管芽腫は通常CD10−である（転移性腎細胞癌はCD10+）[39][40]。